# Pingus
 (octobre 2019).
Si vous disposez d'ouvrages ou d'articles de référence ou si vous connaissez des sites web de qualité traitant du thème abordé ici, merci de compléter l'article en donnant les références utiles à sa vérifiabilité et en les liant à la section « Notes et références ».
Pingus est un jeu vidéo de réflexion libre inspiré du jeu Lemmings. Le développement a été commencé par Ingo Ruhnke en 1998. Le but est de conduire une escouade de manchots vers la sortie du niveau en leur attribuant des tâches précises.

## Système de jeu

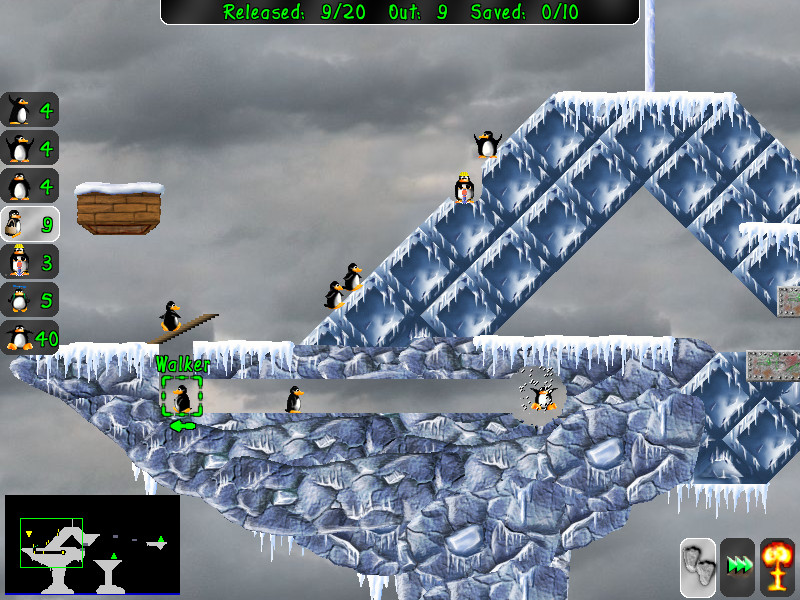
Capture d'écran du jeu

Les différents niveaux du jeu sont composés d'une entrée, dont les manchots vont sortir un à un, et d'une sortie que les manchots doivent atteindre. Chaque niveau a un certain nombre de manchots défini, et un nombre de manchots à sauver. Le niveau se termine lorsqu'il n'y a plus de manchot dans le niveau, et est réussi si le joueur arrive à sauver le nombre requis de manchots.
Les manchots ne sont pas controlés directement, mais ils se déplacent automatiquement dans une direction, en faisant demi-tour dès qu'ils rencontrent un mur, et en chutant s'il n'y a plus de sol. Ils peuvent surmonter les obstacles des niveaux avec différentes actions assignées par le joueur, comme creuser, faire un pont ou bloquer les autres manchots. 
Le joueur peut mettre en pause le jeu ou faire une avance rapide, tout en ayant la possibilité d'assigner des actions. Le bouton d'armaggedon permet de faire exploser tous les manchots.
Pingus dispose aussi d'un éditeur de niveaux qui permet au joueur de construire lui-même un niveau auquel seront soumis les manchots. Il est possible de configurer le nombre de manchots, les actions disponibles, la taille du niveau, ainsi que le style des plateformes, murs, entrées et sorties, et autres éléments qui le compose. 

### Actions
Les manchots peuvent réaliser de nombreuses actions, dont la plupart sont inspirées de Lemmings. Ces actions permettent de contrôler et guider les manchots à travers le niveau.
Certaines actions permettent de creuser dans les surfaces, comme le défonceur qui creuse à l'horizontale, le foreur à la verticale, et le mineur en diagonale. Le démolisseur va exploser et détruire le décor dans un certain rayon. À noter que certaines surfaces solides ne sont pas destructibles, généralement les murs et objets métalliques.
Les charpentiers permettent de créer des ponts, pour passer au-dessus d'obstacles, tandis que les bloqueurs vont agir comme un mur, en bloquant les autres manchots. 
D'autres actions vont permettre au manchot de se déplacer autrement qu'en marchant. Assigner un manchot en tant que grimpeur va lui permettre de marcher sur les murs, et grimper des surfaces. À l'inverse, le flotteur est un manchot qui va chuter lentement, pour descendre sans mourir. Un manchot peut sauter, pour passer au-dessus d'obstacles, ou glisser pour parcourir une grande distance rapidement.